# Piłka (gmina Koszęcin)
Piłka (niem. Pielkau) – kolonia sołecka w Polsce, położona w województwie śląskim, w powiecie lublinieckim, w gminie Koszęcin. 
| SIMC    | Nazwa     | Rodzaj                              |
| ------- | --------- | ----------------------------------- |
| 0135496 | Nowy Dwór | część kolonii                       |
| 0931997 | Piłka     | część kolonii (zniesiona w 2023 r.) |
| 1002930 | Potępowe  | część kolonii                       |

W latach 1975–1998 miejscowość położona była w województwie częstochowskim.
Miejscowość położona 2 km na południe od Rusinowic i 5 km od DW907 w Sadowie. Przez wioskę przepływa rzeka Leśnica.
Jest to najmniejsze sołectwo gminy Koszęcin, wcześniej miejscowość należała do sołectwa Rusinowice. Położona jest wśród lasów i jest siedzibą leśnictwa Piłka. W miejscowości znajduje się Rezerwat przyrody Jeleniak Mikuliny.

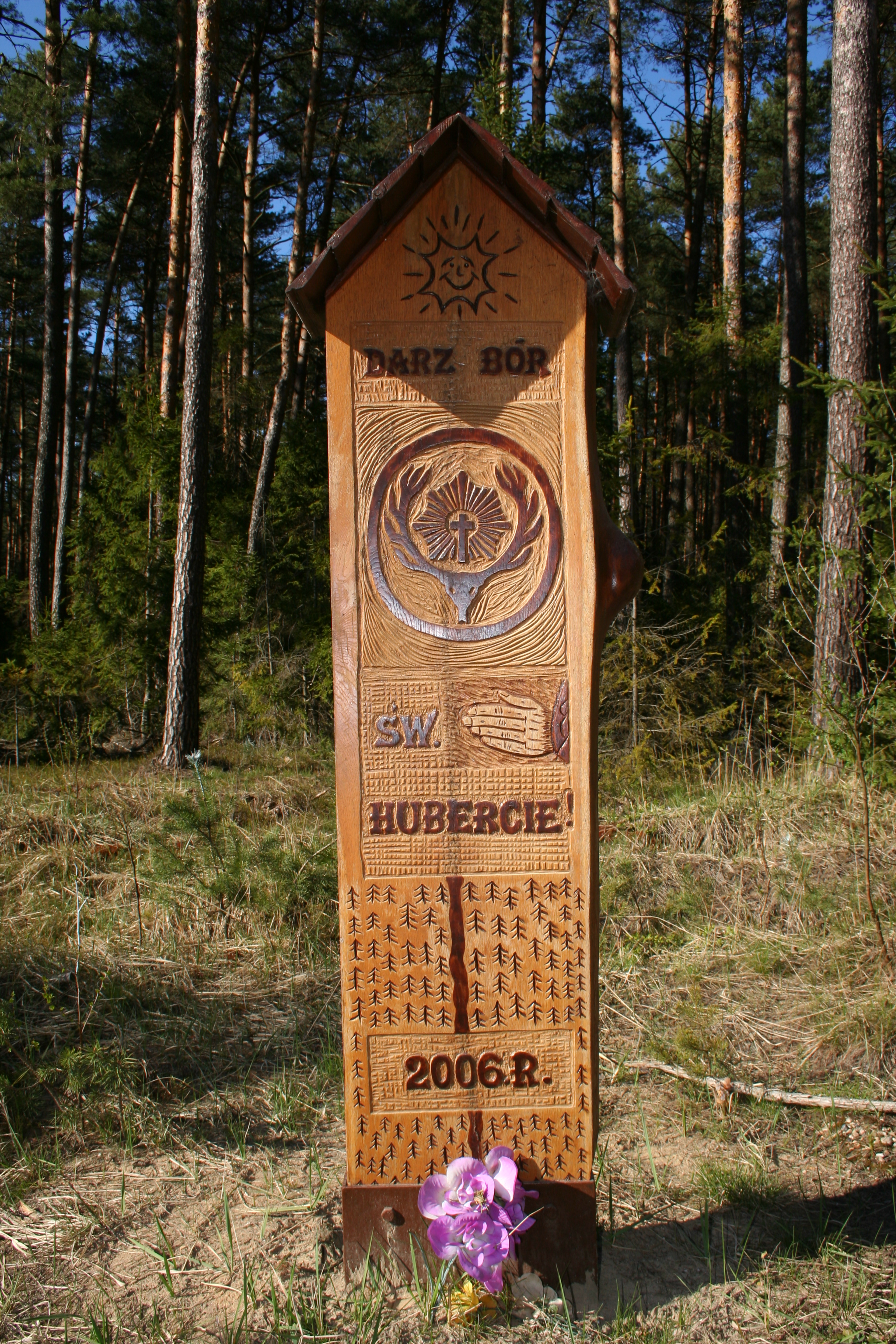
Kapliczka św. Huberta w miejscowości Piłka